# Triple Divide Peak
Triple Divide Peak is een bergtop in de Lewis Range, een deel van de Rocky Mountains. De bergtop ligt in Glacier National Park in de Amerikaanse deelstaat Montana. De bergtop is bijzonder in hydrografisch opzicht omdat deze bergtop het waterscheidingspunt vormt voor drie oceanen: de Grote Oceaan, de Atlantische Oceaan en de Noordelijke IJszee.
De berg ligt zo'n 70 kilometer ten noordoosten van Kalispell, de meest nabije grotere stad.

## Hydrografie
Op de top van Triple Divide Peak vervoegt de Laurentiaanse waterscheiding de Continental Divide. Deze laatste loopt doorheen de gehele continenten van Noord- en Zuid-Amerika van het noorden naar het zuiden. De Continental Divide loopt doorgaans in de westelijke helft van het continent. De Laurentide waterscheiding is de waterscheiding in Noord-Amerika die de wateren van de Noordelijke IJszee (met inbegrip van de Hudsonbaai scheidt van de rivieren die uitmonden in de Atlantische Oceaan (met inbegrip van de Golf van Mexico).
De naam van de Laurentiaanse of Laurentide waterscheiding is afgeleid van Laurentia, de naam voor het Noord-Amerikaanse kraton. Deze naam was op zijn beurt afgeleid van de alternatieve naam voor het Canadees Schild, afgeleid van het Canadese gebergte de Laurentiden (op zich vernoemd naar de rivier de Sint-Laurens).
Naast Antarctica is er slechts één ander continent (Azië) dat aan drie oceanen grenst. In Azië is er echter een enorm endoreïsch bekken (van de Aralzee en de Kaspische Zee) dat de stroomgebieden van de Noordelijke IJszee en de Indische Oceaan van mekaar scheiden. Naast het met ijskappen bedekte Antarctica is Triple Divide Peak dus de enige in zijn soort. Volgens sommige bronnen is de Hudsonbaai een randzee van de Atlantische Oceaan. In dit geval is het niet Triple Divide Peak, maar de meer noordelijke Snow Dome (Jasper National Park, Canada) die het unieke hydrografische punt vormt.

### Stroomgebied Grote Oceaan
Regenval op de zuidwestelijke zijde van de berg stroomt via de treffende genoemde "Pacific Creek" en Nyack Creek naar de Flathead River. Deze laatste mondt via de Clark Fork van de Columbia uit in de Columbia, een van de grootste Amerikaanse rivieren die uitmonden in de Grote Oceaan.

### Stroomgebied Noordelijke IJszee
De noordelijke flank van Triple Divide Peak behoort tot het stroomgebied van de "Hudson Bay Creek". Deze mondt via Medicine Owl Creek en Red Eagle Creek uit in de St. Mary River. Het water van deze rivier stroomt via de Oldman River, North Saskatchewan, Saskatchewan River en de Nelson naar de Hudsonbaai, een randzee van de Noordelijke IJszee.

### Stroomgebied Atlantische Oceaan
Water dat op de zuidoostelijke flank van de berg valt, stroomt naar "Atlantic Creek". Het water stroomt via Cut Bank Creek, de Marias River en de Missouri naar de Golf van Mexico.